# Crepidula fornicata
Espèce
Synonymes
- Crepidula densata Conrad
- Crepidula maculata Rigacci
- Crepidula mexicana Rigacci
- Crepidula nautiloides auct. non Lesson
- Crepidula roseae Petuch
- Crepidula violacea Rigacci
- Crepidula virginica Conrad
- Crypta nautarum Mörch
- Patella fornicata Linné

Crepidula fornicata est une espèce de mollusques gastéropodes marins connue sous le nom de crépidule ou berlingot de mer.
Espèce ingénieur, elle est originaire de la façade atlantique de l'Amérique du Nord et est devenue envahissante en Europe.
Les crépidules vivent au niveau des côtes, à faible profondeur. Originalité dans le règne animal, elles s'encastrent les unes sur les autres, formant des colonies qui résistent facilement au courant et à la plupart des prédateurs. Fait rare chez les gastéropodes, elles se nourrissent de plancton en filtrant l'eau (microphagie suspensivore).

## Description

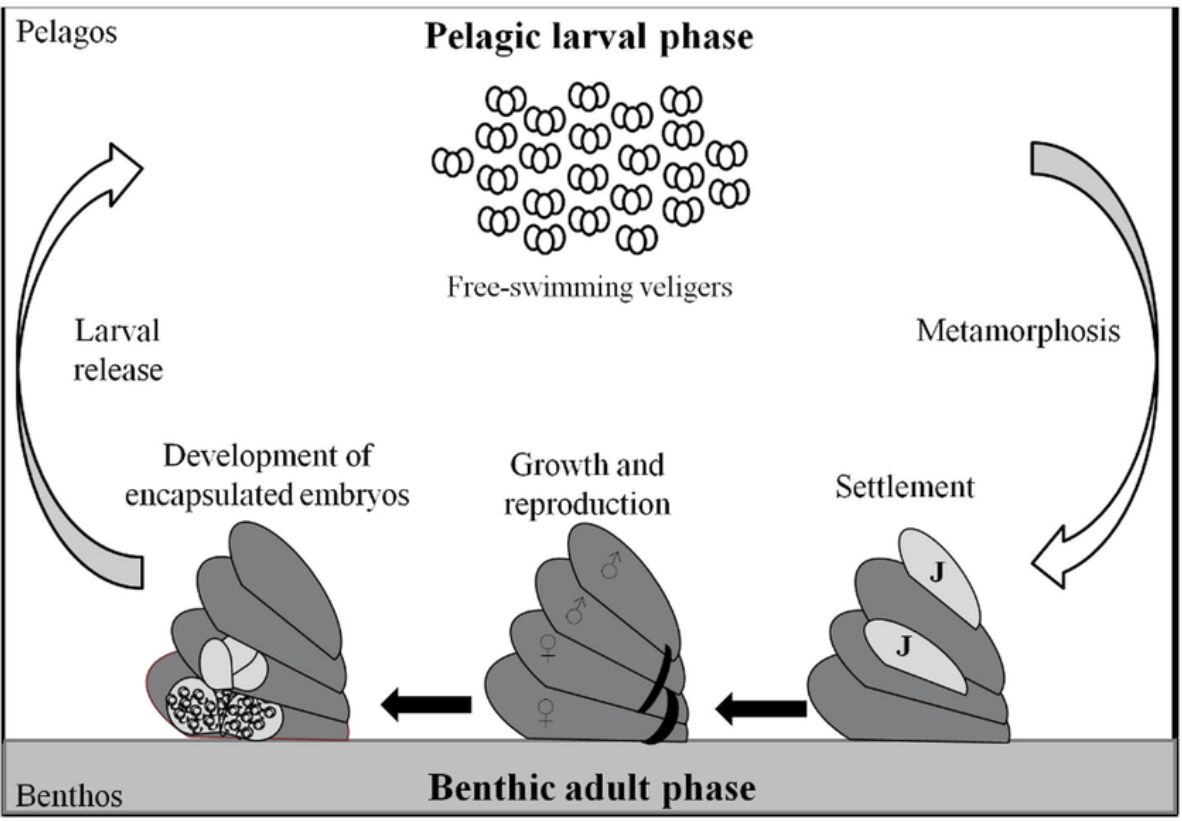
Schéma représentant le cycle de vie bentho-pélagique de Crepidula fornicata avec quatre principaux stades de développement : une phase larvaire libre dans la colonne d'eau (on parle de forme pélagique), une phase benthique sessile (fixée sur le fond) avec le stade juvénile immature (J), le stade adulte mature et l'étape embryonnaire (embryons incubés au stade véligère précédant l’émission).

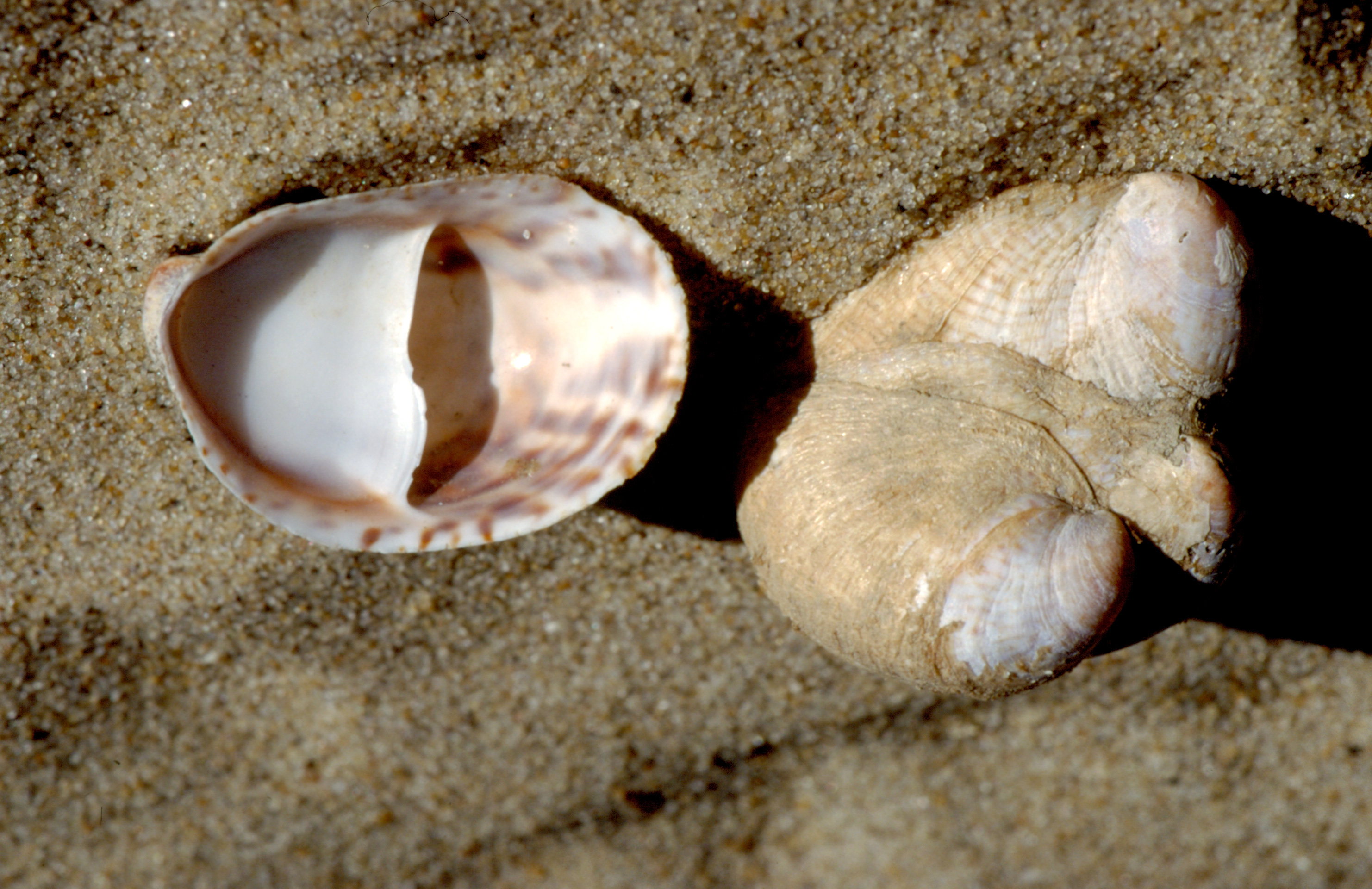
La présence d'une cloison intérieure, appelée septum, vaut à ce gastéropode le nom de « pantoufle de mer » ou « escargot en pantoufle ».

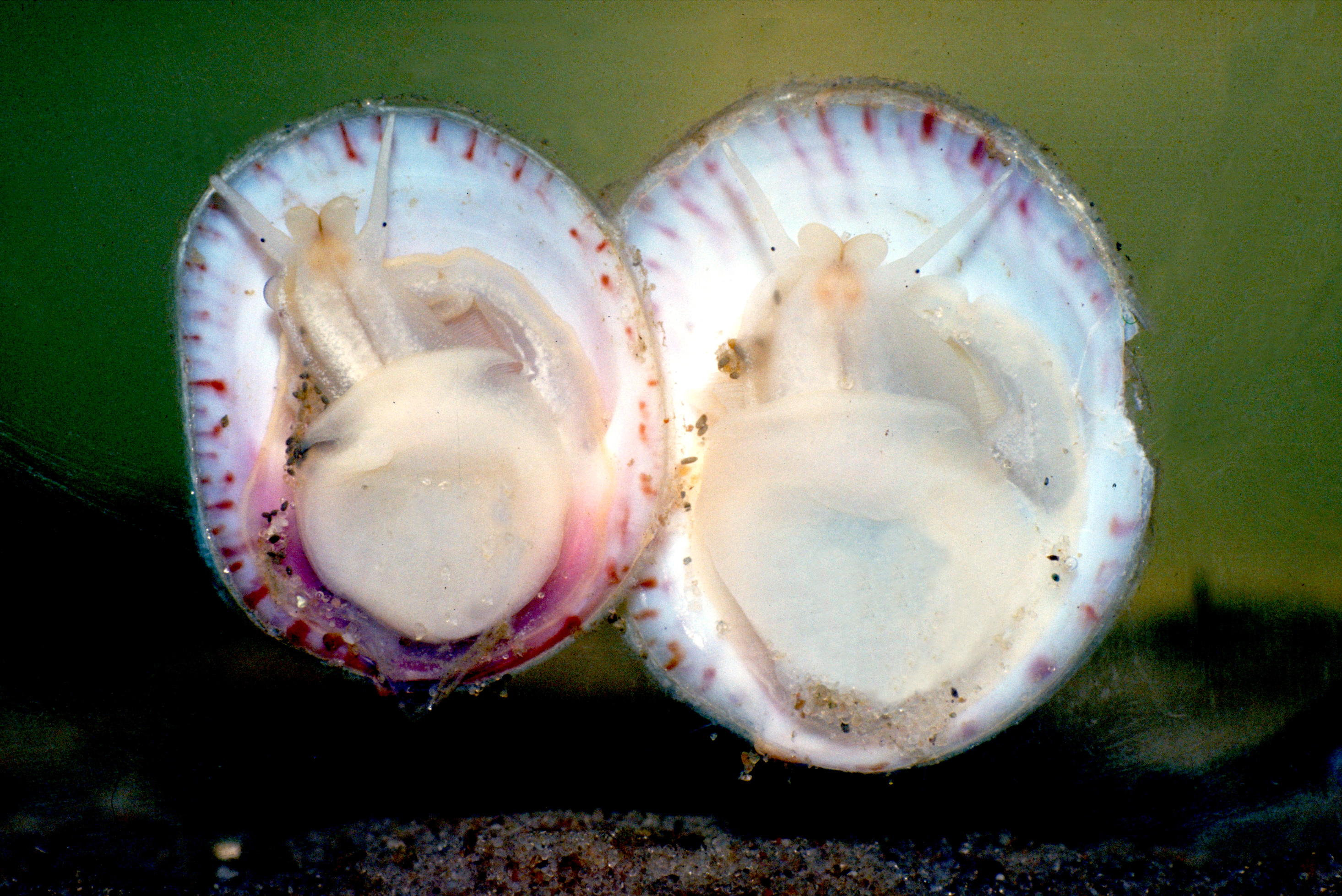
Cette cloison sépare les viscères du pied musculeux qui lui permet d'adhérer à un support. La tête aplatie est équipée de deux tentacules.

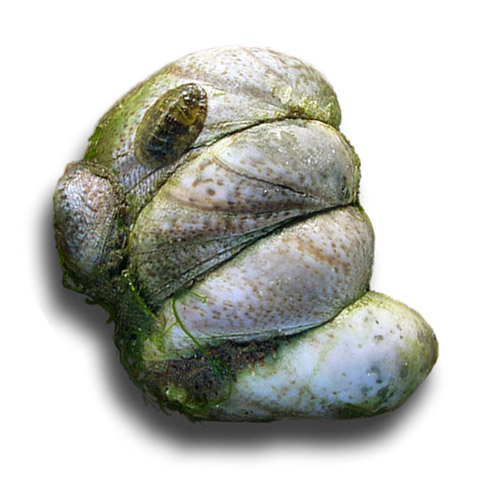
Crépidules fixées les unes sur les autres et sur un galet. On distingue un chiton sur la coquille du haut.

Espèce benthique d'assez grande taille (sa coquille spiralée a une taille moyenne de 20 à 50 mm de long pour 20 mm de haut chez l'adulte), suspensivore et grégaire (formant des chaînes d'individus — Jusqu'à douze — dont le premier adhère toujours à un substrat dur : roche, pieu, tesson de bouteille, autre mollusque posé sur le sable ou la vase…), elle vit dans l'étage médio et infralittoral (exceptionnellement sur l'estran où on la récolte après un échouage) et affectionne les gravières. Selon les stades de colonisation, le peuplement forme des chaînes éparses, des taches de plus ou moins grande importance ou des tapis denses sur de grandes étendues.
L'apex de la coquille est déporté vers l'arrière et décalé vers la droite. La marge est sinueuse. L'épithète spécifique fornicata (du latin fornix, « voûte ») ne fait pas allusion à sa reproduction sous forme empilée, mais à la forme arquée de la coquille et de l'empilement. « Les couleurs alternent entre le blanc et le jaune clair avec des motifs marbrés sans forme particulière allant du rose brun/violacé au rougeâtre… Dans la coquille vide on peut voir toute la paroi intérieure qui est pourpre tandis que la voûte est blanche. Les stries d'accroissement sont nettes ».

## Invasion biologique
La crépidule est considérée comme une espèce invasive et problématique pour les ressources halieutiques, en raison de sa prolifération sur les côtes. Dans les secteurs de forte colonisation, le peuplement forme un tapis et peut atteindre une densité de 10 000 individus/m2.
L'invasion biologique en Europe est consécutive à trois grandes vagues d’introduction, :
- Une première vague de colonisation faite à la suite de l'introduction par des ostréiculteurs d'huîtres de Virginie (Magalana virginica) transplantées en Angleterre dans les années 1870, ce qui lui a permis d'envahir une partie du littoral anglais. Elle atteint les côtes françaises au début du XXe siècle mais sa prolifération reste modeste.
- Une seconde vague a lieu lors de la Seconde Guerre mondiale via les navires alliés ayant séjourné en Angleterre. Elle prolifère en France sur les côtes normandes et dans la rade de Brest, probablement à la suite de transferts de propagules à partir de l'Angleterre vers les côtes normandes lors du débarquement des Alliés durant la guerre (larves accrochées aux barges de débarquement et aux caissons servant à construire les têtes de pont).
- Une troisième vague correspond à des introductions involontaires avec l'huître japonaise Magalana gigas implantée en Europe à partir du Japon et de la Colombie-Britannique pour remplacer l'huître portugaise Crassostrea angulata décimée au début des années 1970. La plupart des centres ostréicoles l'ont ainsi involontairement diffusée. De là, la crépidule a ensuite gagné toute la côte européenne, de la Suède jusqu'à l'Espagne et à la Méditerranée.

Certaines activités humaines ont favorisé sa rapide propagation ; outre l'ostréiculture qui les a involontairement introduites le long du littoral, l'eutrophisation générale des eaux leur est très favorable, de même que la pêche à la drague ou au chalut, qui, en raclant les fonds, les diffuse sur des kilomètres à chaque pêche.
Cette invasion a pour conséquences que la crépidule entre en compétition trophique et spatiale avec les nurseries de poissons plats (sole, plie et flet dans la baie du Mont-Saint-Michel) ou d'autres mollusques comme les moules, les coquilles Saint-Jacques et les huîtres et les élimine de leur environnement initial. Elle a également pour conséquence de modifier la texture des fonds que la pétoncle colonise : production d'éléments grossiers (coquilles) et fins (fèces et pseudofeces constituant des biodépôts). Cette production massive de biodépôts (1,6 mg de biodépôts par heure et par crépidule) entraîne une modification de l'écoulement de l'eau et accentue l'envasement naturel des secteurs que la crépidule colonise.
En France, les dernières estimations de stocks effectuées par l'Ifremer font état de 127 tonnes (poids frais avec coquille, correspondant à près de 29,36 milliards de crépidules) en 2000 en rade de Brest, « 230 000 à 300 000 tonnes en baie de Saint-Brieuc, et 150 000 tonnes dans la baie du Mont-Saint-Michel. Sur la côte ouest du Cotentin, la biomasse est même passée de 150 000 tonnes en 1985 à 750 000 tonnes en 1992, ce qui montre bien l’ampleur du phénomène d’explosion démographique. Même si son aire de distribution continue aujourd’hui de s’étendre à l’échelle européenne (on la trouve de la Turquie au nord de l’Irlande), on constate par endroit une diminution du stock. C’est le cas en baie de Saint-Brieuc où d’importantes mortalités sont observées à l’ouest, sur les premiers secteurs colonisés il y a 40 ans ».
Les particularités écologiques et biologiques de l'espèce favorisent une telle prolifération. Sa stratégie de reproduction est efficace (hermaphrodisme successif et fécondation directe, pontes multiples et protection des œufs). Elle est peu exigeante et ne possède pas de prédateurs en Europe.

## Rôles biologiques de la crépidule dans le fonctionnement des écosystèmes

### Régulation des cycles biogéochimiques
La nature mucilagineuse des biodépôts et leur forte concentration en matière organique renforcent la stabilité des vases  déposées. Les crépidules affectent ainsi de manière significative le recyclage des nutriments à l'interface eau-sédiment par l'activité de filtration, d'excrétion, de respiration et de production de calcimasse.

### Influence sur la production primaire benthique
La crépidule, en tant qu'espèce ingénieur, favorise l'augmentation des flux de nutriments à l'interface eau-sédiment, ce qui conduit à une augmentation de la production primaire benthique, notamment celle du microphytobenthos.

### Filtre biologique contrôlant la production phytoplanctonique
Un des effets positif de la prolifération des crépidules pourrait être une régulation des blooms phytoplanctoniques de dinoflagellés toxiques.
Cet effet s'expliquerait par le rôle de filtre biologique, selon des études dans la rade de Brest. La crépidule, qui s'est développée dans certains secteurs de la rade, se nourrit de diatomées (micro-algues siliceuses) au printemps. Filtreur suspensivore non sélectif, ce gastéropode digère et défèque les frustules siliceuses de diatomées qui sont alors piégées dans le sédiment (biodéposition), avant d'être dissoutes et relarguées progressivement sous forme de silicates en été, permettant le développement de nouvelles diatomées et limitant l'apparition des dinoflagellés toxiques. Le développement des crépidules soutiendrait ainsi « des floraisons estivales de diatomées, alors que les conditions dystrophiques régnant en rade devraient conduire à une recrudescence des blooms toxiques de dinoflagellés. En d’autres termes, mener une opération de dragage à grande échelle de la crépidule en rade conduirait à supprimer le rôle de filtre joué par la crépidule et pourrait avoir des conséquences désastreuses au niveau du fonctionnement de l’écosystème et de la survie d’espèces exploitées commercialement (mollusques, crustacés, poissons…) ».

## Projets de valorisation économique
Différents moyens de lutte contre la prolifération des crépidules ont été mis en œuvre mais leur coût ou leur faible efficacité expliquent que la question de sa valorisation reste au centre des problématiques de recherches.
Comme la crépidule est comestible, une valorisation alimentaire est possible : utilisation de la coquille comme amendement calcaire ou apport calcique dans l'alimentation de poules pondeuses, utilisation de la chair dans l'alimentation animale (petfood, poissons d'aquaculture) ou l'alimentation humaine. D'une texture tendre et fragile, et au goût aigre-doux, cette chair est consommée par les populations côtières du Chili et est mise en valeur par des chefs cuisiniers locaux (bretons, américains, japonais).
La valorisation des coproduits marins coquilliers est associée au développement d'écomatériaux. Piloté depuis 2013 par l'École supérieure d'ingénieurs des travaux de la construction de Caen, le projet européen Recif propose de réutiliser des coquilles de mollusques marins (pétoncles, crépidules, coquilles Saint-Jacques…) pour produire des bétons immergés sous forme de récifs artificiels ou un éco-pavé drainant.
Le potentiel de valorisation reste cependant limité car il se heurte à la restriction des débouchés qui représentant de faibles volumes et les projets affichent souvent une rentabilité faible ou volatile.